# Harmonie "St. Pancratius", Nulland
Harmonie St. Pancratius is een harmonieorkest afkomstig uit de wijk Nulland van de gemeente Kerkrade en werd op 27 januari 1918 door Nic Hennen opgericht. 
In 2013 is de vereniging gefuseerd en gaat vanaf dat moment verder onder de naam Koninklijk Harmonieorkest Kerkrade.

## Geschiedenis
Tot de oprichters van de harmonie behoorde naast Nic Hennen een groep met Joep Otten, Harry Dassen, Leendert Boogaard, Johan Fischer en Winand Fischer; zij richtten Harmonie St. Pancratius van Groot Nulland op. De oprichtingsvergadering werd in juli 1918 gehouden. In 1919 kregen zij het eerste vaandel.
In 1952 behaalden zij op het internationaal concours in Bree (België) met Léon Biessen als dirigent het hoogste aantal punten en kregen een eerste prijs met lof van de jury. Verder verwierf de dirigent Leon Biessen de directeursprijs (de prijs voor de beste dirigent van het concours) in de vorm van een gouden medaille die hij door de gouverneur van Belgisch Limburg overhandigd kreeg.
Een jaar eerder was deze vereniging samen met de Harmonie St. Aemiliaan Bleijerheide mede-oprichter van het Wereld Muziek Concours te Kerkrade. In 1952 werd er een Tirolerkapel binnen de vereniging opgericht.
De St. Pancratiusstraat in Nulland is in 1957 vernoemd naar de patroonsheilige van de harmonie.
Binnen de vereniging wordt sinds 2003 jaarlijks de Nic Hennentrofee uitgereikt. De trofee is genoemd naar de oprichter van de harmonie en wordt uitgereikt aan het lid dat lid-van-het-jaar geworden is. Op 24 november 1996 vormt een deel van de slagwerkers Drumband St. Catharina.
In 2010 behaalt Harmonie St. Pancratius met 91,17 punten een 1e prijs met lof der jury en promotie naar de 1e divisie tijdens het concours van de Christelijke Bond voor Muziekverenigingen in Oost en West Nederland in IJsselstein.
Eind 2010 is er gestart met een samenwerkingsverband met de Koninklijke Harmonie “St. Caecilia 1843” en is er een gezamenlijke concertreis ondernomen naar het Mid Europe Internationaal muziekfestival in Schladming. Deze concertreis naar Oostenrijk is een belangrijk keerpunt geweest in de samenwerking tussen beide verenigingen. Uiteindelijk resulteerde deze samenwerking in een fusie die op 4 mei 2013 een feit werd.
De gefuseerde vereniging gaat vanaf dat moment verder als het “Koninklijk Harmonieorkest Kerkrade”.

## Dirigenten
- 1918-1927: Nic Slangen
- 1927-1953: Léon Biessen
- 1953-1961: Jef Somers
- 1961-1963: Anne Posthumus
- 1963-1963: Henri Bouguenon
- 1963-1964: Jo Herpers
- 1964-1966: Jan Mulder
- 1966-1970: Rien Rats
- 1970-1972: Jan Cober
- 1972-1972: Alphons van Acht
- 1972-1972: Pierre Wilhelmus
- 1972-1981: Hub. Pittie
- 1981-1982: Leo Dreessen
- 1982-1984: Wim Brils
- 1984-1987: Anton Gelissen
- 1987-1990: Fried Dobbelstein
- 1990-1996: Sandro Moretti
- 1996-1998: Rien Rats
- 1998-1998: John Vandecaetsbeek
- 1999-2006: Jos Körver
- 2007-2013: Guido Swelsen

## Voorzitters
- 1918-1918: Joep Otten
- 1918-1948: Nic Hennen
- 1949-1958: Dolf Scheelen
- 1958-1963: Jozef Póttgens
- 1963-1966: Piet Keulen
- 1966-1970: Sjir Golstein
- 1970-1986: Theo Ruiters
- 1986-1990: Toine Bisscheroux
- 1990-1995: Frans Krewinkel
- 1996-1999: Jos Paulissen
- 1999-2001: Walter Consten (a.i.)
- 2001-2007: Wim Simons
- 2007-2009: Leo Savelsberg (a.i.)
- 2010-2013: Armand Rutten en Yannick Lataster (beiden a.i.)

## Pancratiuspenning
De Pancratiuspenning is de hoogste onderscheiding binnen de vereniging en wordt slechts bij uitzonderlijke gevallen uitgereikt.
Dragers van de penning zijn:
- 1990: Mr. J. Smeets - Oud-beschermheer
- 1991: Karel Krewinkel - Oud-voorzitter Commissie van Bijstand
- 1993: Theo Ruiters - Oud-voorzitter
- 1995: Leon Pauli - Oud-secretaris
- 2001: Walter Consten - Oud-vicevoorzitter
- 2010: Wim Simons - Oud-voorzitter
- 2012: Jan Scholtes - Oud-bestuurslid, concertmeester

## Concoursen
- 1928: Terwinselen, dirigent Leon Biessen, tweede afdeling, 2e prijs
- 1930: Heel, dirigent Leon Biessen, eerste afdeling, 1e prijs en 1e ereprijs
- 1933: Thorn, dirigent Leon Biessen, afdeling uitmuntend, 1e prijs met lof der jury
- 1939: Rotterdam, dirigent Leon Biessen, afdeling superieur, 1e prijs met lof der jury, 1e ereprijs en directeursprijs
- 1952: Bree (B), dirigent Leon Biessen, afdeling superieur, 1e prijs met lof der jury, extra ereprijs voor het hoogste aantal punten van het gehele concours en directeursprijs
- 1957: Horst, dirigent Jef Somers, afdeling superieur, 357 punten, 1e prijs met lof der jury en speciale prijs voor het hoogste aantal punten van het gehele concours

(Verplicht werk: Piet Hein Rhapsodie, Peter van Anrooy; keuzewerk: Suite Classique, Meindert Boekel)
- 1957: Landskampioenschappen Valkenburg, dirigent Jef Somers, afdeling superieur, 333 punten, 1e prijs met lof der jury, 3e plaats

(Verplicht werk: Piet Hein Rhapsodie, Peter van Anrooy; keuzewerk: Amorique Rhapsodie Bretonne, Guillaume Balay)
- 1960: Bretten (D), dirigent Jef Somers, Kunststufe, predicaat 'hervorragend', hoogst mogelijke score
- 1963: Ulestaten, dirigent Henri Bouguenon, afdeling superieur, 329 punten, 1e prijs met lof der jury

(Verplicht werk: Waar in bronsgroen eikenhout, Louis Toebosch; keuzewerk: Ouverture pour musique D'Harmonie, Felix Mendelssohn-Bartholdi)
- 1968: Heerlen, dirigent Rien Rats, afdeling superieur, 334.5 punten, 1e prijs met lof der jury

(Verplicht werk: Trois Dances, Aram Khachaturian; keuzewerk: Piet Hein Rhapsodie, Peter van Anrooy)
- 1974: Someren, dirigent Hub Pittie, afdeling superieur, 314.5 punten, 1e prijs

(Verplicht werk: Music for a movie picture; keuzewerk: Trois Danses, Aram Khachaturian)
- 1985: Margraten,  dirigent Anton Gelissen, afdeling ere, 316 punten, 1e prijs met promotie

(Verplicht werk: Concertino for band, Frits Velke; keuzewerk: Third Suite, Robert Jager)
- 1992: Kerkrade, dirigent Sandro Moretti, afdeling ere, 314 punten, 1e prijs met promotie

(Verplicht werk: Fantaisie Symphonique, Guillaume Lekeu; keuzewerk: Sinfonia Nobilissima, Robert Jager)
- 1997: Kerkrade, dirigent Rien Rats, afdeling superieur, 297 punten, 1e prijs

(Verplicht werk: Dolly Suite, Gabriel Fauré; keuzewerk: El Golpe Fatal, Dirk Brossé)
- 2002: Venlo, dirigent Jos Körver, afdeling superieur, 82.43 punten 1e prijs

(Verplicht werk: Al Piëmonte, C.A. Pizinni; keuzewerk: Mannin Veen, Haydn Wood)
- 2010: IJsselstein, dirigent Guido Swelsen, 2de divisie, 91.17 punten, 1e prijs met lof der jury en promotie

(Verplicht werk: Midnight in Buenos Aires, Adam Gorb; keuzewerk: Gallimaufry, Guy Woolfenden)